# Kongregation der priesterlichen Brüderlichkeit
Die Kongregation der priesterlichen Brüderlichkeit (lat. Congregatio a Fraternitate Sacerdotali, Ordenskürzel CFS) ist eine Ordensgemeinschaft für Männer in der römisch-katholischen Kirche. 

## Geschichte
Die Gemeinschaft, ein Institut des geweihten Lebens, wurde am 17. Februar 1901 von dem kanadischen Priester Eugène Prévost (1860–1946) gegründet. Die Kongregation besteht vorwiegend aus Priestern oder solchen Männern, die das Priestertum anstreben. 
Eugène Prevost, der zur Zeit der Gründung den Eucharistinern angehörte, wollte sich besonders dem Dienst an Priestern widmen, die unter schwierigen Umständen leben mussten (vor allem Kranke, Ältere, solche, die vom Priestertum oder gar vom Glauben abgefallen sind Lapsi oder sich schwer verfehlt haben, aber auch in ihrem Dienst müde gewordene Priester, Geistliche im Ruhestand oder auf Reisen). Etwa zur selben Zeit gründete Prevost mit seiner Schwester Léonie die Oblatinnen von Bethanien, die sich ab 1902 derselben Aufgabe widmeten.
Am 8. September 1901 wurde ein erstes Erholungsheim in Paris eröffnet, ein zweites in Rueil-Malmaison folgte 1903. Auf persönliche Einladung Papst Pius’ X. errichtete Pater Eugène auch ein Heim in Rom. Am 8. Dezember 1936 erfolgte unter dem Erzbischof von Paris, Jean Kardinal Verdier, die Gründung der Kongregation, die am 29. Mai 1951 von Pius XII. das Decretum laudis erhielt.
Das Apostolat der Kongregation besteht darin, Priester, deren Amt und Lebensform sie oft einsam machen, in ihren geistlichen, moralischen, intellektuellen und anderen Bedürfnissen zu stützen. Zum Tagesablauf der Gemeinschaft gehört auch eine längere Zeit der eucharistischen Anbetung.
2017 gehörten der Kongregation 48 Religiosen an, von denen 19 Priester waren, die in sechs verschiedenen Pfarreien wirkten. Der Sitz des Institutes befindet sich in Montreal.